# The James Boys in Missouri
Pour plus de détails, voir Fiche technique et Distribution.

The James Boys in Missouri est un film muet américain réalisé par Gilbert M. Anderson et sorti en 1908.

## Fiche technique
- Titre : The James Boys in Missouri
- Réalisation : Gilbert M. Anderson
- Scénario :
- Photographie :
- Montage :
- Producteur :
- Société de production et distribution : The Essanay Film Manufacturing Company
- Pays d'origine : États-Unis
- Langue : film muet avec les intertitres en anglais
- Format : Noir et blanc — 35 mm — 1,33:1
- Genre : Film policier
- Durée : 10 minutes
- Date de sortie :  États-Unis : 12 avril 1908

## Distribution
- Harry McCabe